# Montecristo (cigares)
Pour les articles homonymes, voir Montecristo (homonymie).

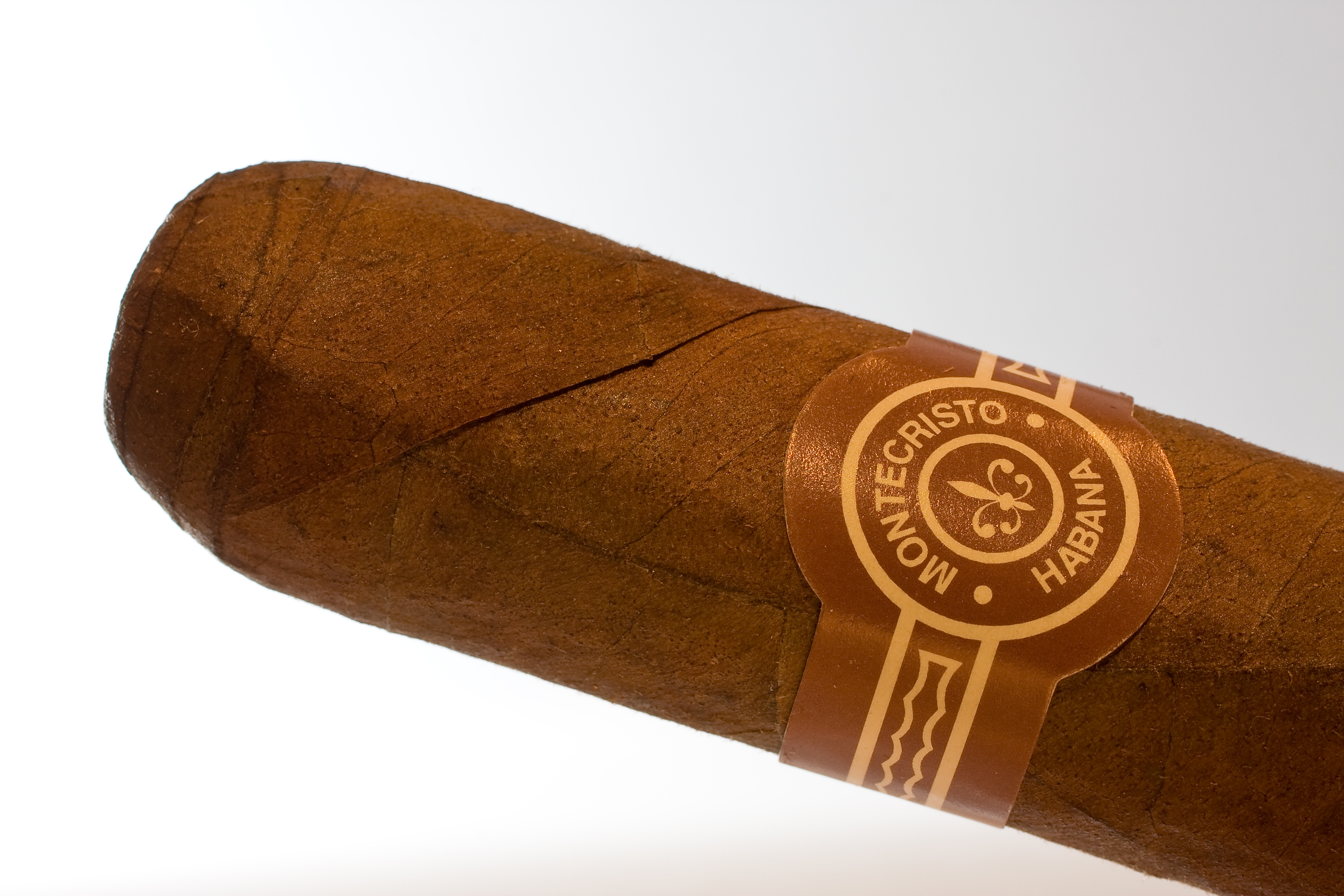
Bague d'un cigare Montecristo.

Montecristo est une marque de cigares cubains, réputée faire partie des cinq meilleures marques de habanos. 

## Description
Les Montecristo appartiennent à la catégorie alto, c'est-à-dire considérée comme une des cinq meilleures marques de habanos selon Habanos, la société d'État qui contrôle la distribution, la qualité et l'exportation des cigares cubains. 
Les montecristos fabriqués à La Romana (République dominicaine) sont distribués par Altadis SA, une division d'Imperial Tobacco.

## Histoire de la marque

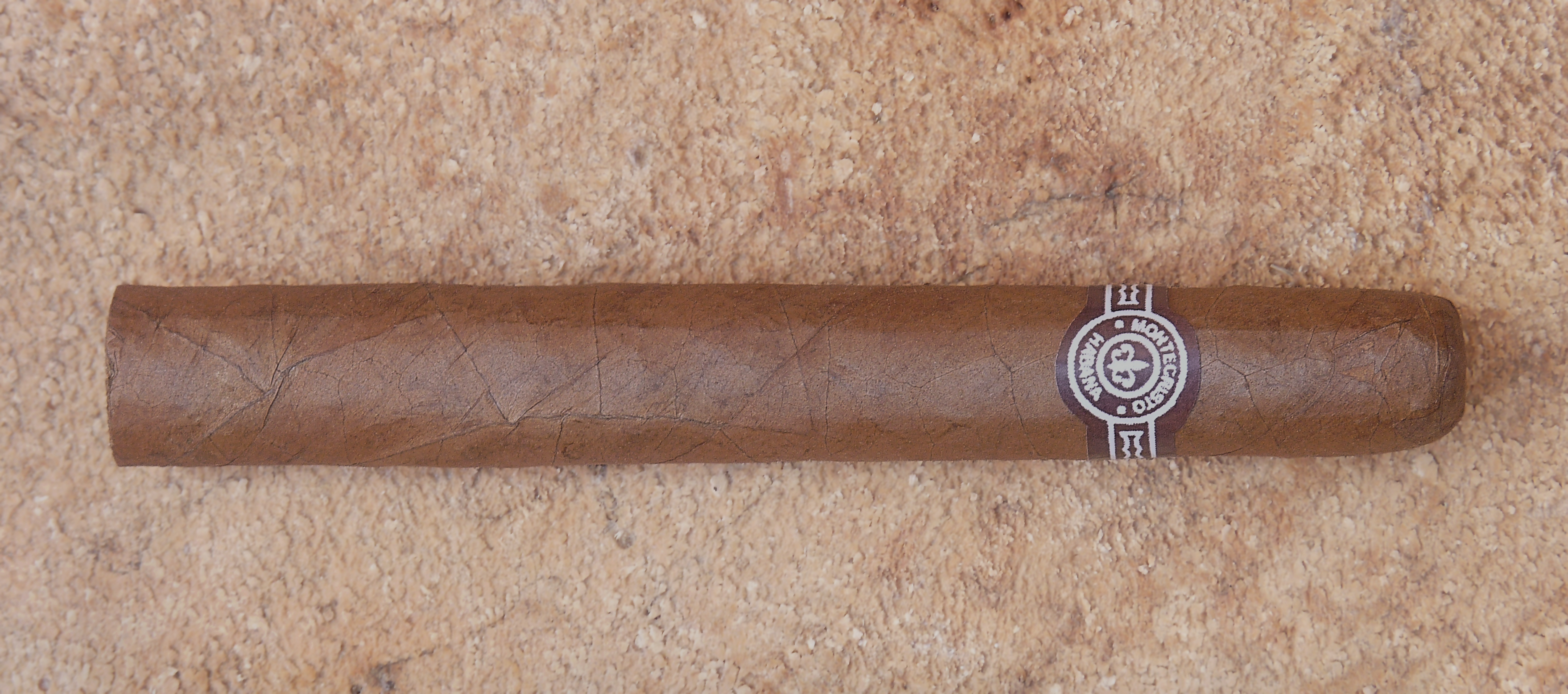
Un cigare Montecristo N°4

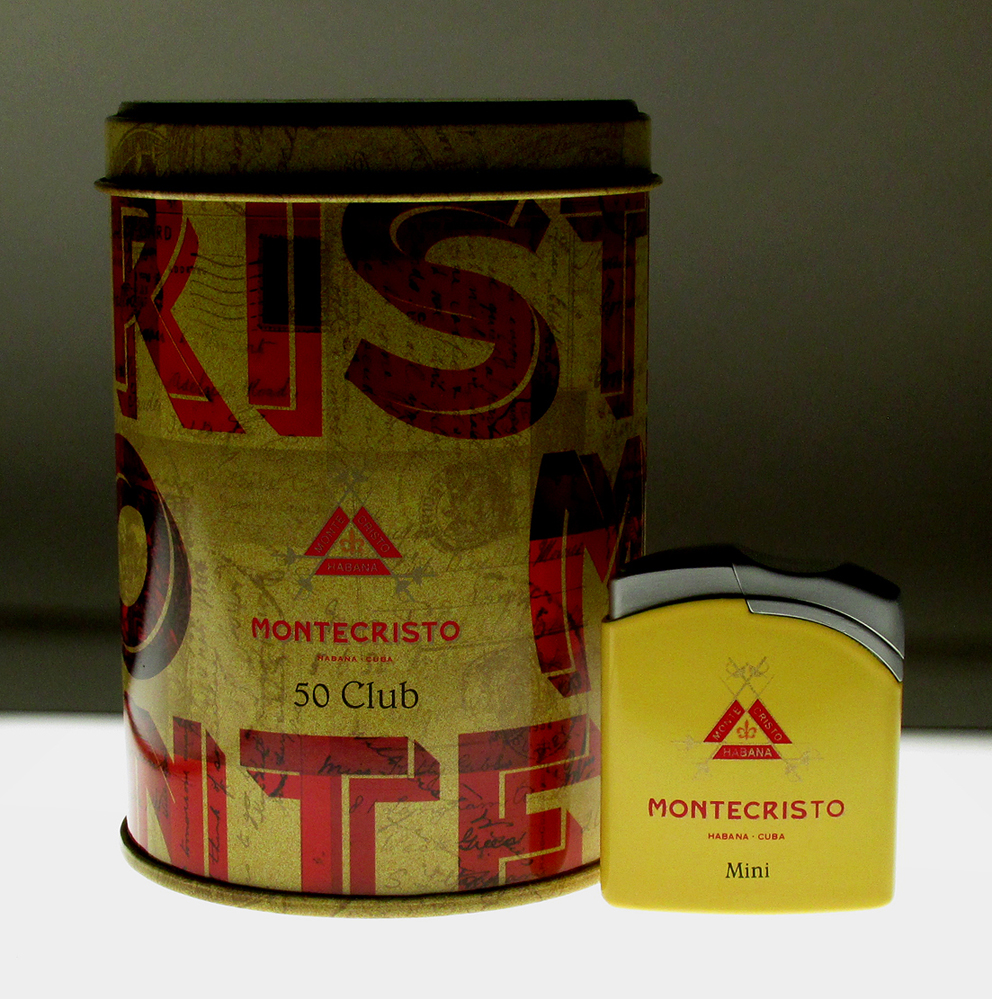
Montecristo Club.

La marque Montecristo est créée en 1935 à La Havane par Alonso Ménendez, un homme d'affaires espagnol établi à Cuba depuis 1930, à la suite de l'acquisition qu'il vient de faire de la manufacture de cigares Particulares, qui produisait les marques Particulares et Byron.
En 1937, la famille Ménendez rachète la fabrique H. Upmann qui se chargera de la production des cigares Montecristo. Le choix commercial consiste à développer une gamme, alors limitée à cinq modules, numérotés de 1 à 5, de grande qualité. Celle-ci trouve d'ailleurs très vite un public assez large à l'exportation, notamment aux États-Unis et au Royaume-Uni, où elle est distribuée par Dunhill.
Pendant la Seconde Guerre mondiale, le plus gros marché de la marque est situé aux États-Unis, et ce jusqu'au blocus imposé à la suite de l'arrivée de Fidel Castro au pouvoir à La Havane.
En 1969, la marque élargit sa gamme de plusieurs modules nouveaux (Especiales N°1 et N°2 et Joyitas), qui sont proposés en plus des cigares classique. Elle sera encore élargie en 1971 (modules A et B), puis au début des années 2000 (Edmundo et Petit Edmundo).
Le montecristo N°4 est considéré comme le cigare cubain de référence, le plus vendu au monde, au sein d'une marque qui représente un cinquième du marché mondial.
L’appellation du cigare tire son origine de la pratique de la lecture publique qui avait cours dans les manufactures cubaines de cigares, au XIXe siècle, afin de distraire les ouvriers confectionnant les cigares. Selon l’écrivain Alberto Manguel, ce sont des cigariers cubains immigrés à Key West, en Floride, qui auraient nommé ce cigare en hommage au célèbre roman de l'écrivain français Alexandre Dumas :

« Les textes qui faisaient l’objet de ces lectures, choisis en fonction de l’accord préalable des ouvriers (…) comprenaient des tracts et des récits politiques aussi bien que des romans et des recueils de poésie moderne et classique. Il y avait des favoris : Le Comte de Monte-Cristo, d’Alexandre Dumas, par exemple, devint si populaire qu’un groupe d’ouvriers écrivit à l’auteur peu avant sa mort en 1870 pour lui demander l’autorisation de donner le nom de son héros à l’un de leurs cigares. Dumas y consentit. »

## Gamme
La marque montecristo comprend 13 modules, sans compter les séries limitées (comme les Montecristo C ou D).
Gamme classique ou historique :
- N°1 (Lonsdale, Ø 1,7 cm, L 16,5 cm)
- N°2 (Torpedos, Ø 2,1 cm, L 15,6 cm)
- N°3 (Corona, Ø 1,7 cm, L 14,2 cm)
- N°4 (Petit Corona, Ø 1,7 cm, L 12,9 cm)
- N°5 (Media Corona, Ø 1,6 cm, L 10,2 cm)

Modules plus récents :
- Especial, dit Especial N°1, (Laguito, Ø 1,5 cm, L 19,2 cm)
- Especial N°2 (Laguito, Ø 1,5 cm, L 15,2 cm)
- Cabinet 1, dit montecristo A (Gran Corona, Ø 1,9 cm, L 23,5 cm)
- Joyitas (Ø 1,0 cm, L 11,5 cm)
- Edmundo (Ø 2,1 cm, L 13,5 cm)
- Petit Edmundo (Ø 2,1 cm, L 11,0 cm)
- Tubos, vendu en tube métallique (Corona grande, Ø 1,7 cm, L 13,5 cm)
- Petit Tubos, vendu en tube métallique (Mareva, Ø 1,7 cm, L 12,9 cm)